# Evenwichtsorgaan

1 Evenwichtszenuw (nervus vestibularis)
2 Gehoorzenuw (nervus cochlearis)
3 Aangezichtszenuw (nervus facialis)
4 Ganglion geniculi
5 Chorda tympani
6 Slakkenhuis (cochlea)
7 Halfcirkelvormige kanalen (ductus semicirculares)
8 Hamer (malleus)
9 Trommelvlies (membrana tympani)
10 Buis van Eustachius (tuba auditiva)

Het evenwichtsorgaan, het vestibulaire orgaan, het vestibulaire systeem of de booggang is het zintuigencomplex dat informatie verzamelt over beweging en balans. Samen met het slakkenhuis - dat functioneel geen deel uitmaakt van het evenwichtsorgaan maar van het oor - vormt het het labyrint. Het bevindt zich aan beide zijden van het hoofd in het rotsbeen: een onderdeel van de schedel.
De informatie gaat naar de hersenen, en wordt daar gebruikt om de juiste spiergroepen aan te sturen, om bijvoorbeeld vallen te voorkomen.

## Anatomie
De holtes waarin de genoemde organen zich bevinden, en die allemaal met elkaar in verbinding staan, worden vliezig labyrint (labyrinthus membranaceus) genoemd. Het bot waarin het vliezig labyrint zich bevindt heet benig labyrint (labyrinthus osseus). In het vliezig labyrint zit endolymfe: een vloeistof die veel kaliumionen en weinig natriumionen bevat. Endolymfe lijkt daarmee op intracellulaire vloeistof.
In het benig labyrint zit een vloeistof die perilymfe heet. Perilymfe wordt gemaakt uit hersenvocht en heeft de samenstelling van extracellulaire vloeistof (veel natrium en weinig kalium).
Het evenwichtsorgaan kan zowel versnelling (en vertraging) als draaiing waarnemen. Daarvoor bestaat het vestibulair systeem uit twee componenten:
- het statolietorgaan, dat lineaire versnelling in verschillende richtingen en de positie t.o.v. het zwaartekrachtsveld registreert;
- de halfcirkelvormige kanalen (canales semicirculares), die draaiingsbewegingen in verschillende rotatierichtingen registreren.

## Statolietorgaan
Elk labyrint bevat twee zakjes die samen het statolietorgaan vormen:
- sacculus
- utriculus

Het zintuigepitheel van de sacculus en utriculus staat loodrecht op elkaar, waarbij het epitheel van de sacculus verticaal staat en het epitheel van de utriculus horizontaal.
Op de haarcellen van de sacculus en utriculus liggen kristallen van calciumcarbonaat die statoconia genoemd worden. Bij een versnellende beweging van het hoofd zullen de statoconia door hun traagheid achterblijven. De haarcellen nemen zo deze beweging waar en geven dat door aan de hersenen.

## Halfcirkelvormige kanalen
Elk labyrint bevat drie halfcirkelvormige kanalen (canales semicirculares):
- voorste kanaal (canalis semicircularis anterior)
- achterste kanaal (canalis semicircularis posterior)
- horizontaal kanaal (canalis semicircularis lateralis)

Ze zijn gerangschikt als de assen van een driedimensionaal assenstelsel.
Aan het uiteinde van elk kanaal zit een verdikking (ampulla) met een groep haarcellen in een geleiachtige massa met een membraan eromheen. Zo'n groep haarcellen wordt een cupula genoemd. De cupula sluit de verdikking van boven tot onder af.
Bij een versnelling in de rotatie van het hoofd zal de endolymfe in de kanalen vertraagd meebewegen of afremmen. De cupula van de halfcirkelvormige kanalen zal door het verschil in eigen beweging en vloeistofbeweging bewegen en daardoor zullen de haarcellen met hun haren in de gelei van de cupula een elektrische prikkel geven.

## Gegevensoverdracht naar de hersenen
De prikkels die binnenkomen bij de haarcellen van de statolietorganen en bij de cupulae van de halfcirkelvormige kanalen, worden omgezet in impulsen die naar de hersenen worden gevoerd langs de evenwichtszenuw (nervus vestibularis) die samen met de gehoorzenuw (nervus cochlearis) de achtste hersenzenuw (nervus vestibulocochlearis) vormt. Daar wordt de waarneming verwerkt.
Het vestibulaire systeem stuurt voornamelijk signalen naar neurale structuren om oog- en houdingsspieren te beïnvloeden. De samenwerking met de oogspieren zorgt voor de vestibulo-oculaire reflex, de samenwerking met de houdingsspieren (proprioceptie) zorgt voor verschillende houdingsreflexen.